# 欧州医薬品庁
欧州医薬品庁（おうしゅういやくひんちょう、英語：European Medicines Agency、略称：EMA）は、欧州連合の専門機関のひとつで1995年に設立された。2004年までは欧州医薬品審査庁（European Agency for the Evaluation of Medicinal Products）という名称であった。7年以上に渡る欧州連合加盟国の政府間交渉の末に、従来あった特許薬製品委員会と獣科薬製品委員会に代わり設置された。以前はイギリスのロンドンに拠点を構えていたが、同国のEU離脱決定を受けて、2019年3月にオランダのアムステルダムへ移転した。
アメリカ食品医薬品局（FDA）にほぼ類似しつつも、FDA方式の中央集権化を求めず、既存の国家医療調整行政機関の調和を図り、加盟国からの間接的助成金と同様に、欧州連合と製薬産業からの資金提供を基に欧州医薬品庁は1995年に設立される。この計画が加盟国別々の承認を得ることによって製薬会社は年間約3億5,000万ユーロのコスト削減につながると期待され、それ以外の国内製薬会社により既に生産され競合可能性のある新薬承認に不本意な国の保護貿易傾向を排除する。